# Обильновский сельсовет
Обильновский сельсовет — сельское поселение в Адамовском районе Оренбургской области Российской Федерации.
Административный центр — посёлок Обильный.

## История
В 1964 году на базе земель совхоза «Комсомольский» (отделение №4), части земель отделения №6 совхоза «Аниховский», и земель отделения №2 совхоза «Озерный» был создан совхоз «Обильный» (решение Оренбургского облисполкома от 6 февраля 1964 года за №5 и приказа Оренбургского областного управления производства и заготовок сельхозпродуктов за №19-к от 6 февраля 1964 года). Подведомственность Адамовского районного управления- функции зернового назначения. Изменений подведомственности и функций данного совхоза за период его деятельности не было.
Посёлок Обильный, как посёлок центральной усадьбы совхоза, был основан на одном из истоков Тобола – ручья Кайракты в 80 км на юго-восток от райцентра. Официальное наименование получил лишь в 1966 году.
В 2014 году муниципальное образование Обильновский сельсовет находится в Адамовском районе Оренбургской области, Приволжского федерального округа Российской Федерации. В состав муниципального образования Обильновский сельсовет входят два населённых пункта: пос. Обильный, пос. Новосовхозный. Посёлок Обильный является административным центром Обильновского сельсовета
Площадь 4000кв.м.
Статус и границы сельского поселения установлены Законом Оренбургской области от 2 сентября 2004 года № 1424/211-III-ОЗ «О наделении муниципальных образований Оренбургской области статусом муниципального района, городского округа, городского поселения, установлении и изменении границ муниципальных образований».

## Население
| 2010 | 2012 | 2013 | 2014 | 2015 | 2016 | 2017 |
| ---- | ---- | ---- | ---- | ---- | ---- | ---- |
| 845  | ↘803 | ↘745 | ↘684 | ↘646 | ↘614 | ↘570 |
| 2018 | 2019 | 2020 | 2021 |      |      |      |
| ↘514 | ↘466 | ↘413 | ↘388 |      |      |      |

## Состав сельского поселения
| № | Населённый пункт | Тип населённого пункта          | Население |
| - | ---------------- | ------------------------------- | --------- |
| 1 | Новосовхозный    | посёлок                         | 163       |
| 2 | Обильный         | посёлок, административный центр | 682       |